# Санто, Арпад
Арпад Санто (венг. Szántó Árpád, 10 октября 1889 — ?) — венгерский борец греко-римского стиля, призёр чемпионата Европы.

## Биография
Родился в 1889 году в Кездивашархее (современный Тыргу-Секуйеск в Румынии). В 1912 году стал серебряным призёром неофициального чемпионата Европы, но на Олимпийских играх в Стокгольме не завоевал наград.